# إيتيان فاجون
إيتيان فاجون (بالفرنسية: Étienne Fajon) كان رجلا سياسيا وصحافيا فرنسيا، مزداد في 11 شتنبر 1906 في فرنسا، وتوفي في الرابع من دجنبر 1991 قرب باريس.